# Robinsoniella
Robinsoniella es un género de bacterias grampositivas de la familia Lachnospiraceae. Actualmente (2023) sólo contiene una especie: Robinsoniella peoriensis. Fue descrita en el año 2009. Su etimología hace referencia al microbiólogo Isadore M. Robinson. El nombre de la especie hace referencia a la ciudad de Peoria, Illinois, Estados Unidos. Es anaerobia estricta, inmóvil y formadora de esporas subterminales. Forma colonias pequeñas, lisas y no hemolíticas. Catalasa negativa. Se ha aislado de estiércol en granjas de cerdos y de infecciones humanas. Por otro lado, se ha aislado del rumen de ganado y del intestino de ratones, linces y pollos, y de heces de tortuga y marsopa.

## Infecciones en humanos
Se ha aislado de heces de neonatos, por lo que forma parte de la microbiota intestinal humana. Además, puede causar infecciones en humanos. Se ha descrito un caso de infección en un hematoma, en el que se desconoce la vía de infección. También se han descrito casos de bacteriemia, de infección en tejidos blandos tras heridas por traumatismos o tras cirugía, de infección periprotésica, de infección ósea, de osteomielitis, de endocarditis y de piometra.  
En los casos descritos se ha observado resistencia a clindamicina, y en algunos aislados resistencia a cefotaxima, moxifloxacino y penicilina. 